# Loscorrales (kommunhuvudort)
Loscorrales är en kommunhuvudort i Spanien.   Den ligger i provinsen Provincia de Huesca och regionen Aragonien, i den nordöstra delen av landet, 300 km nordost om huvudstaden Madrid. Loscorrales ligger 622 meter över havet och antalet invånare är 113.
Terrängen runt Loscorrales är platt åt sydväst, men åt nordost är den kuperad. Runt Loscorrales är det mycket glesbefolkat, med 6 invånare per kvadratkilometer. Närmaste större samhälle är Ayerbe, 4,2 km nordväst om Loscorrales. Trakten runt Loscorrales består till största delen av jordbruksmark.